# Kouni (Togo)
Pour les articles homonymes, voir Kouni.
Kouni est une petite ville du Togo située dans la Préfecture de Bassar, dans la région de la Kara.

## Géographie
Kouni est situé à environ 49 km de Kara.

## Vie économique
- Atelier de ferblanterie

## Lieux publics
- École primaire
- Dispensaire